# Henry Brooke (författare)
Henry Brooke, född 1703, död 10 oktober 1783, var en irländsk författare.
Brookes främsta arbete är den egendomliga uppfostringsromanen The fool of quality (svensk översättning "En förnäm narr'", 5 band 1765-1770), mest spridd i en förkortad upplaga utgiven av frikyrkoledaren John Wesley (1781). Bland hans övriga arbeten märks ett drama med ämne ur svenska historien, Gustavus Wasa (1738, svensk översättning 1781)